# Башкирский театр оперы и балета
Башкирский государственный академический театр оперы и балета был открыт в 1938 году.
14 декабря 1938 года состоялась премьера оперы Джованни Паизиелло «Прекрасная мельничиха» (на башкирском языке).

## История
Башкирская оперная студия была создана в 1932 году по инициативе выдающегося певца, композитора и общественного деятеля Г. С. Альмухаметова в целях подготовки национальных артистических и композиторских кадров республики.
В течение первых двух лет Башкирский оперный театр дал 13 премьер, режиссёром-постановщиком опер был Тимер-Булат Имашев, более полумиллиона зрителей посетили театр. В афише значились произведения русской и зарубежной классики, оперы советских композиторов: «Тайный брак» Чимароза, «Фауст» Гуно, «Риголетто» Верди, «Евгений Онегин» Чайковского, «Аршин мал алан» основоположника азербайджанской национальной композиторской школы У. Гаджибекова, оперы «Ер таргын» казахского композитора Е. Брусиловского и «Качкын» татарского композитора Н. Жиганова и другие.
Первым художественным руководителем и главным дирижёром театра был — П. М. Славинский, главным режиссёром и директором — Б. Г. Имашев. Т. Имашев решал какую оперу и как ставить, Славинский был занят комплектацией оркестра и качеством исполнения музыкальной части оперы.
Основу оперной труппы театра с 1938 года составили выпускники башкирского отделения Московской консерватории (Габдрахман Хабибуллин, Хабир Галимов, Бану Валеева, Зайтуна Ильбаева и др.). Основу симфонического оркестра — 18 выпускников Уфимского музыкального техникума и музыкантов городских кинотеатров. Первый показанный ими спектакль 14 декабря 1938 года была опера «Прекрасная мельничиха» — дипломный спектакль, над которым выпускники консерватории работали 2 года на русском и башкирском языках. Режиссёр-постановщик Тимер-Булат Имашев.
8 февраля 1940 года на сцене театра состоялась премьера первой башкирской оперы — «Хакмар» М. Валеева, а через несколько месяцев, в декабре, поставлена опера «Мергэн» А. Эйхенвальда. Режиссёр-постановщик этих опер — Т. Имашев. В годы войны Т. Имашев оставался директором и главным режиссёром башкирского театра оперы и балета, после постановок оперы «Хакмар» и балета «Журавлиная песнь» за выдающиеся заслуги был отмечен званиями и наградами.
В балетной труппе театра в первые годы работали выпускники башкирского отделения при Ленинградском хореографическом училище, балетного отделения Башкирского театрального училища и группа танцовщиков ансамбля народного танца. В числе первых выпускников Вагановского училища З. Насретдинова, Х. Сафиуллин и др. Первая балетная премьера театра — «Коппелия» Л. Делиба состоялась в 1940 году. Директор Театра оперы и балета Т. Имашев приложил много сил для успешного осуществления балетной постановки, добился возвращения с фронта ряда танцовщиков, отвёз на самолёте балетную труппу для репетиций к педагогам в Пермь.
В годы Великой Отечественной войны в Уфу был эвакуирован Киевский государственный театр оперы и балета им. Т. Шевченко, оказавший большое влияние на процесс становления башкирской оперы. В составе труппы, приехавшей в Уфу, были оперный дирижёр В. Йориш, режиссёры Н. Смолич, певцы М. Литвиненко-Вольгемут, И. Паторжинский, З. Гайдай, и др.
В марте 1944 года состоялась премьера первого башкирского балета «Журавлиная песнь», музыка Л. Степанова и З. Исмагилова, балетмейстер Анисимова, Нина Александровна.
После войны художественным руководителем театра и режиссёром стал Г. Хабибуллин; спектаклями дирижировали Х. Файзуллин, Л. Инсаров, Х. Хамматов. Здесь работала художник Г. Имашева. Наряду с певцами старшего поколения — М. Хисматуллиным, М. Салигаскаровой и другими, успешно выступали и более молодые исполнители, например, Х. Мазитов — и другие. Путь башкирского балета неразрывно связан с именами Г. Сулеймановой, Ф. Нафиковой и других.
С историей Башкирского государственного театра оперы и балета неразрывно связано имя выдающегося танцовщика XX века Рудольфа Нуреева. Четыре года он занимался в балетной студии при театре (педагоги Зайтуна Бахтиярова и Халяф Сафиуллин). В 1953 году Нуреев был принят в балетную труппу театра. Именно на этой сцене он сделал первые шаги к мировой балетной карьере. В партии Джигита в балете «Журавлиная песнь» Рудольф Нуреев обратил на себя внимание специалистов во время Декады башкирского искусства в Москве в 1955 году и был приглашён на учёбу в Ленинградское хореографическое училище. В 1987 году он последний раз был в театре, приехав из Парижа проститься с тяжело больной мамой.
В 1980-х годах балетная труппа театра пережила творческий кризис, связанный с отсутствием мастеров балета. После сотрудничества с Большим театром и открытием в 1986 году Уфимского хореографического училища наметился подъём. В работе труппы принял участие хореограф Ю. Н. Григорович, поставивиший в театре балеты «Тщетная предосторожность», «Щелкунчик», «Дон Кихот», «Лебединое озеро», «Корсар», «Легенда о любви», «Спартак».
В 2004 году опера Загира Исмагилова «Кахым-туря» стала лауреатом Национальной театральной премии «Золотая маска» в номинации «Лучшая работа дирижёра».
В 2008 году премии «Золотая маска» в номинации «За честь и достоинство» удостоена народная артистка СССР Зайтуна Насретдинова.
В 2006 году театру присуждена Премия Правительства России имени Ф. Волкова в номинации «Лучший творческий коллектив». Она была вручена на VII Международном Волковском фестивале в Ярославле, который открылся балетом «Аркаим» Л. Исмагиловой.
В 2009 году открылся Малый зал театра; на новой площадке прошёл ряд новых спектаклей.
Артисты БГТОиБ — лауреаты, дипломанты республиканских, российских и международных конкурсов, обладатели государственных и республиканских премий. Мастера сцены удостоены почётных званий, среди которых 1 народный артист РФ, 7 — заслуженные артисты РФ, 4 — заслуженные деятели искусств РФ, 15 — народные артисты РБ, 50 — заслуженные артисты РБ, 4 — заслуженные деятели искусств РБ.
В 2009 году театр стал победителем в номинации «Лучшее предприятие сферы культуры и искусства России» в рамках X Всероссийского конкурса «1000 лучших предприятий и организаций России-2009» .
В 2010 году театр удостоен почетного статуса — «Национальное достояние России — 2010».
В 2021 году департамент социального развития правительства Башкирии объявил о присуждении балетной труппе имени Рудольфа Нуреева за вклад в развитие балетного искусства и сохранение традиций.
В 2023 году постановлением Правительства Республики Башкортостан театру было присвоено звание «Академический».

## Здание театра
Здание Башкирского государственного театра оперы и балета является памятником истории и архитектуры 20 века.

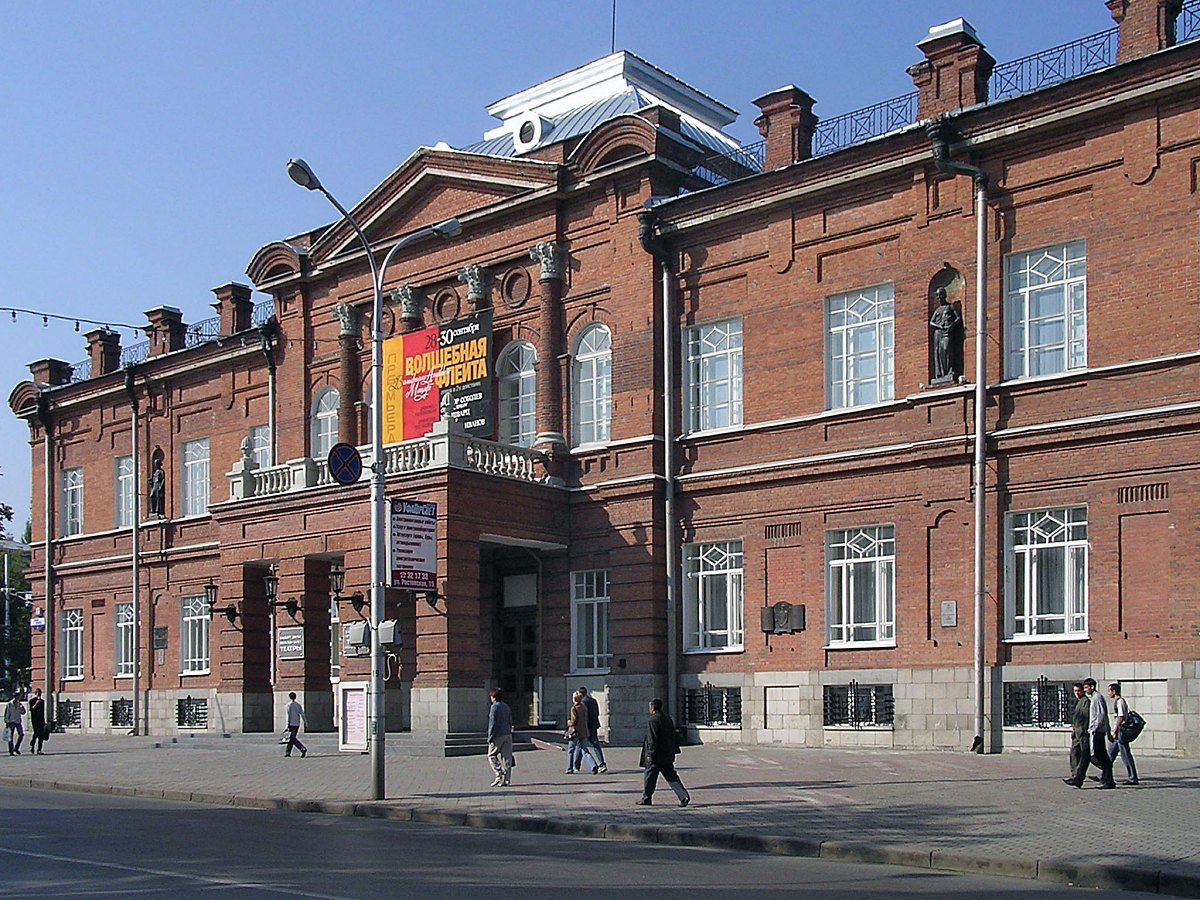
Башкирский государственный театр оперы и балета

Решение о строительстве здания, в котором размещается театр оперы и балета было принято в 1909 году. К 50-летию со дня смерти писателя С. Т. Аксакова, было принято решение построить в его честь Аксаковский народный дом.
Сбор средств на строительства дома проводился по всей Уфимской губернии, а позднее — по России. Большую помощь в сборе средств оказал губернатор тогдашней Уфы А. С. Ключарёв, который не жалел ни сил, ни времени для личного сбора денежных средств с состоятельных лиц Уфимской губернии для сооружения Аксаковского народного дома. Так богач А. В. Кузнецов жаловался, что губернатор сам несколько раз приезжал к нему с подписным лицом, затем присылал полицмейстера, пристава, околоточного и в итоге он заплатил раз 30.
Было представлено на конкурс 24 проекта. Жюри в Петербурге отобрало лучший проект уфимского архитектора П. П. Рудавского. Интерьер здания спланировал архитектор Бондаренко.
В 1909 году состоялась торжественная закладка Аксаковского народного дома. К 1914 году часть дома была построена и в ней разместили библиотеку.
Заложенное в 1909 году здание долго строилось. В 1914 году была завершена кирпичная кладка, и строители приступили к отделочным работам. В 1920 году здание достроили.
Здание имеет два фасада, в нём соединились два стиля — со стороны улицы Ленина главенствует русский классицизм, а со стороны улицы Пушкина преобладает мусульманский, восточный стиль (удлинённые прорези окон создают оригинальный вид). Входная часть здания решена в виде глубокого балкона-козырька, опирающегося на четыре кирпичные квадратные колонны. Главный фасад на уровне второго этажа имеет четырёхколонный портик и купол со шпилем.
После революции 1917 года некоторое время в здании находился госпиталь, затем в подвале — Драматический театр и театр кукол, Театр юного зрителя, с 1928 года располагался Дворец Труда. В 1938 году оно было передано Башкирскому государственному театру оперы и балета.
В 1930-х годах здание было достроено. В годы войны в здании разместилось объединение «Башнефть», а после войны — республиканский совет профсоюзов и библиотека.
В 1987 году в здании проводилась коренная реконструкция. Чтобы освободить места для памятника В. И. Ленину была снесена парадная мраморная лестница (позже восстановлена). Вместо памятника на стене был размещён барельеф В. И. Ленину. Сейчас на этом месте — зеркало. Внутренние помещения театра украшают большие люстры, созданные по эскизам Нестерова.
В здании есть большой зал под названием «Греческий». До революции его украшали античные скульптуры.
Зрительный зал театра на 716 мест: партер, бельэтаж, балкон, галерея, ложа. Оперы, исполняемые в театре на башкирском и итальянском языках обеспечиваются переводом на русский язык. Адрес: г. Уфа, ул. Ленина, 5/1.
Две женские фигуры выкованные из меди, Евтерпа, покровительница лирической поэзии и Терпсихора, покровительница танцев, установлены в 1993 году на здании Театра оперы и балета. Автор работ — скульптор Зильфат Рауфович Басыров (1927—2000), народный художник БАССР.
17 марта 1998 года был открыт барельеф Рудольфу Нурееву на здании Башкирского государственного театра оперы и балета в Уфе. Именно здесь Рудольф Нуреев в 16 лет впервые вышел на сцену. Автор барельефа — В. Лобанов.
В июне 2013 года историческое здание театра закрылось на реконструкцию, а 29 декабря 2014 года открылось праздничным концертом, в котором приняли участие ведущие солисты оперной и балетной труппы театра, Ильдар Абдразаков и итальянская певица Барбара Фриттоли.

## Фестивали
Начиная с 1991 года в Уфе по инициативе Галины Александровны Бельской ежегодно проводятся фестивали оперного искусства «Шаляпинские вечера в Уфе», с участием оперных звёзд российских и зарубежных театров. Идея возникновения фестиваля связана с оперным дебютом Фёдора Шаляпина в Уфе 18 декабря 1890 года (партия Стольника в опере Монюшко «Галька»). В рамках фестиваля на сцене Башкирского государственного театра оперы и балета выступали народные артисты СССР Ирина Архипова, Владислав Пьявко и Мария Биешу, артисты из Латвии, Грузии, Германии, солисты Большого и Мариинского театров, а также музыкальных театров Саратова, Самары, Перми и других городов России. В декабре 2001 года прошёл юбилейный — десятый по счёту фестиваль. Он открылся премьерой оперы Верди «Травиата» на итальянском языке.
С марта 1993 года проходят фестивали балетного искусства имени Рудольфа Нуреева. Первый фестиваль организован по предложению почётного президента комитета танца Международного института театра при ЮНЕСКО, члена Парижской Академии Танца, Героя Социалистического Труда, народного артиста СССР и РБ Юрия Григоровича и прошёл с участием его труппы «Григорович-балет».

## Фотогалерея

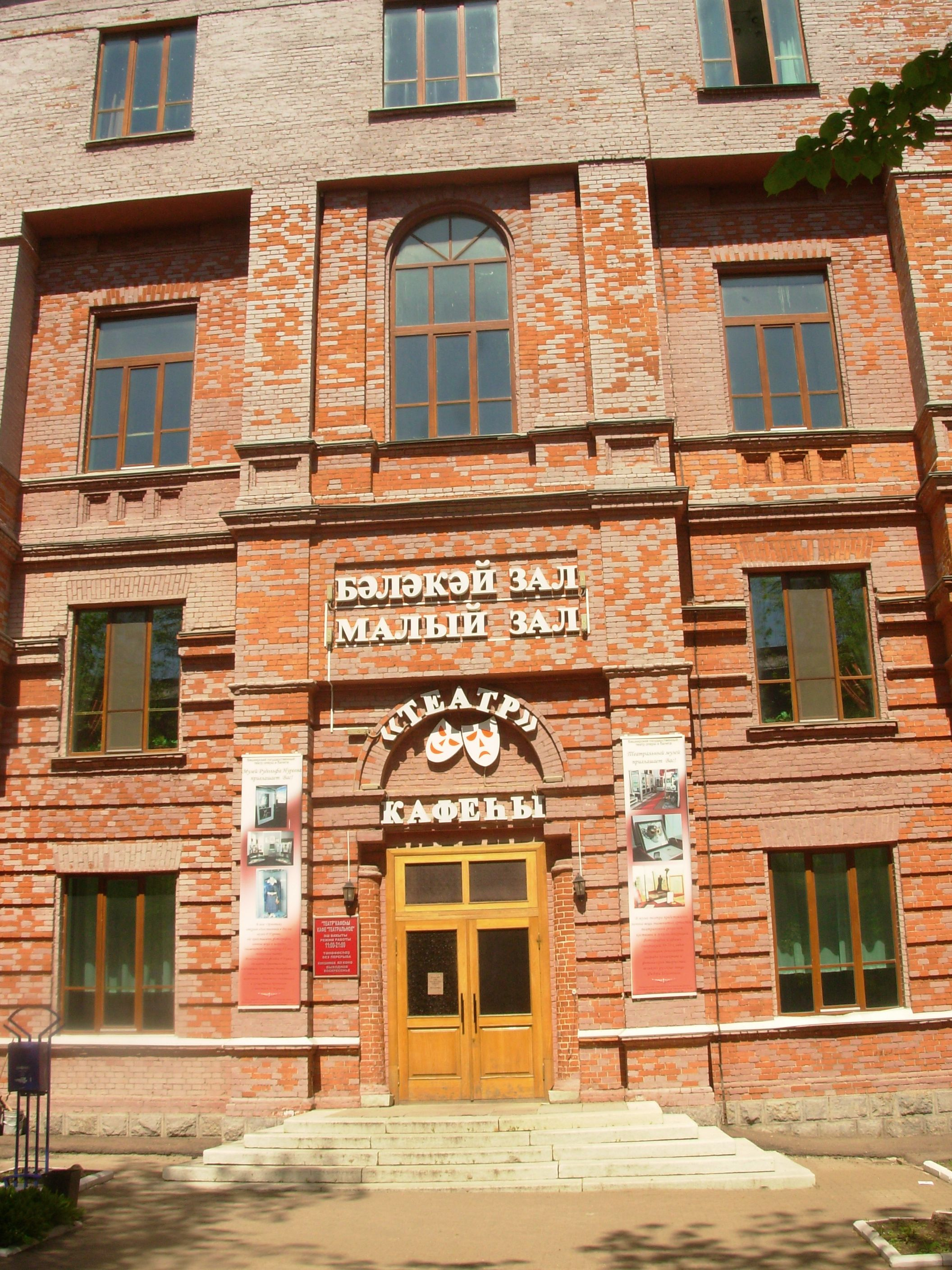
Вход в Малый зал театра
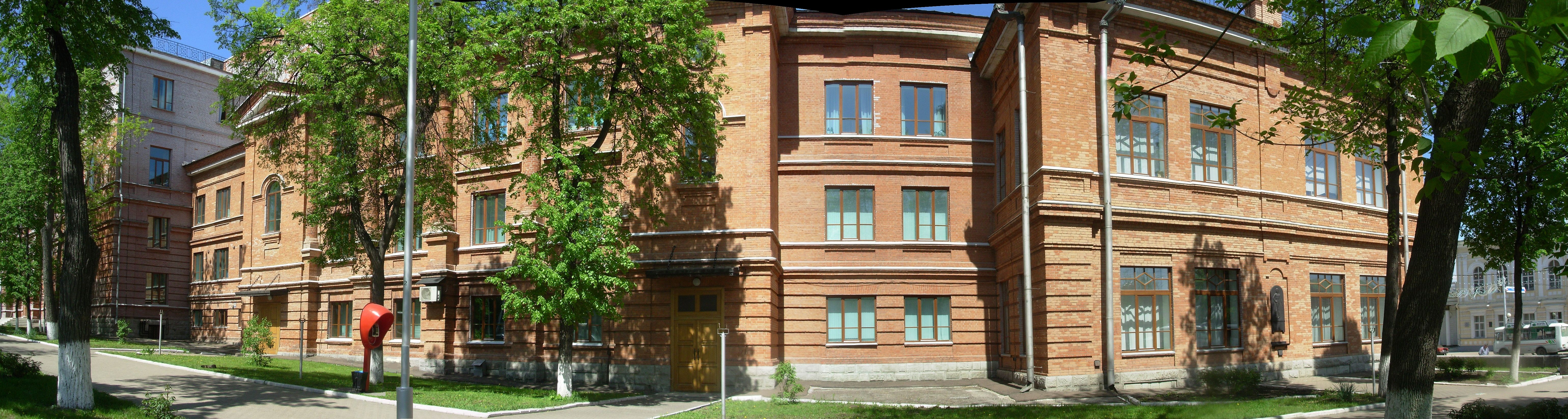
Фасад театра со стороны ул. Пушкина. Барельеф Рудольфу Нурееву
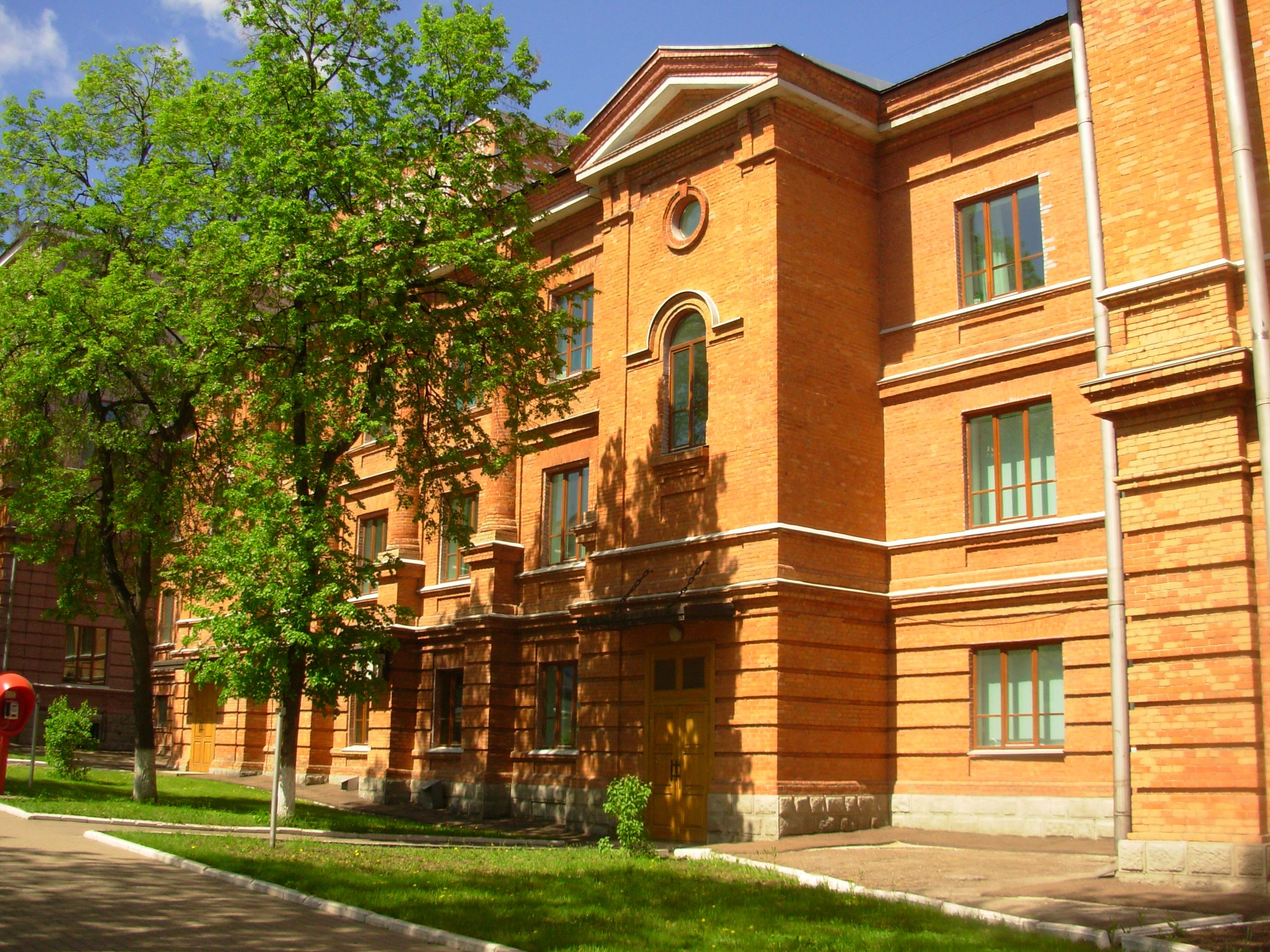
Фрагмент фасада театра со стороны ул. Пушкина
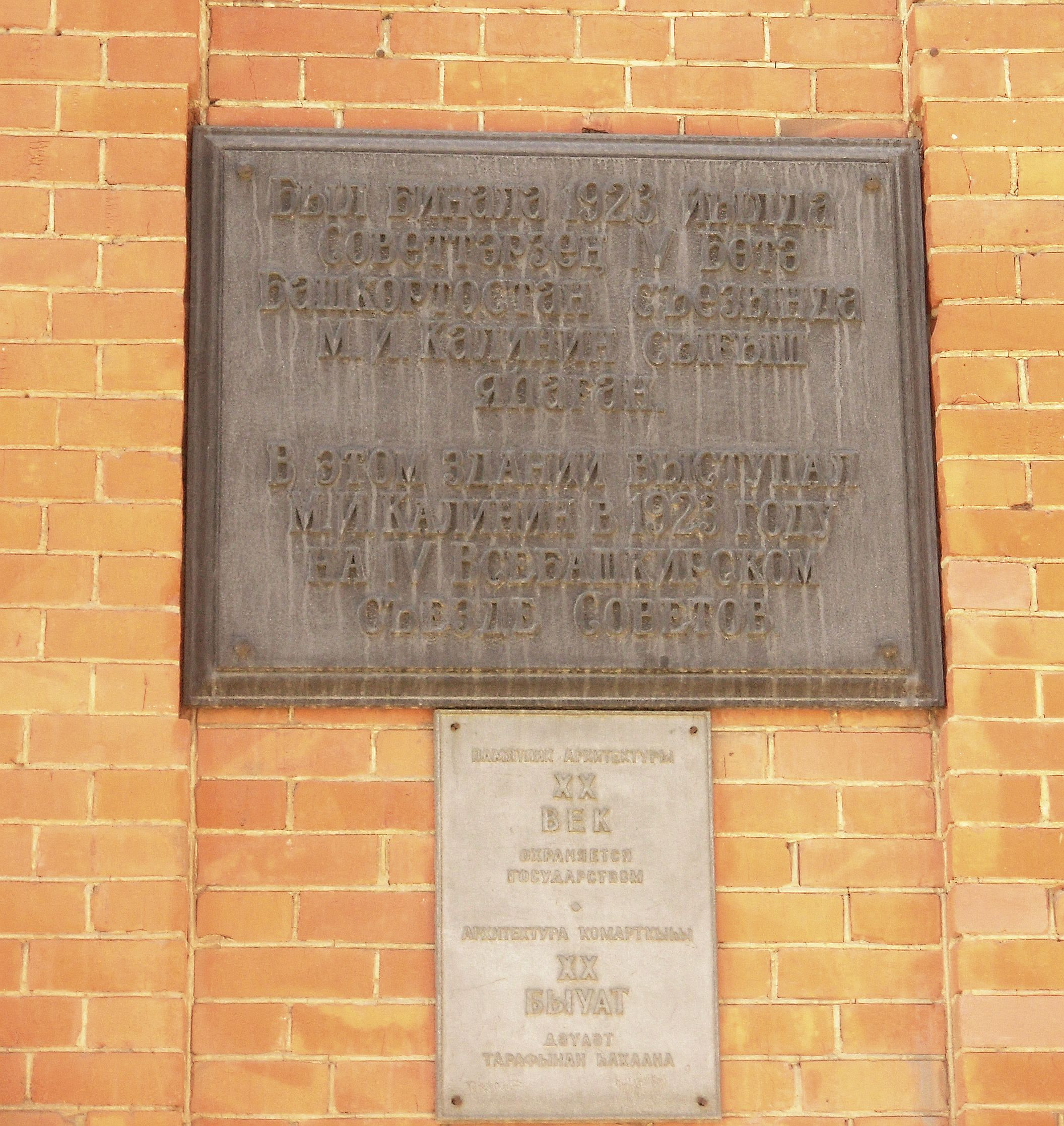
Памятная доска в честь выступления в здании театра М.И. Калинина на 5 Всебашкирском съезде Советов в 1923 году
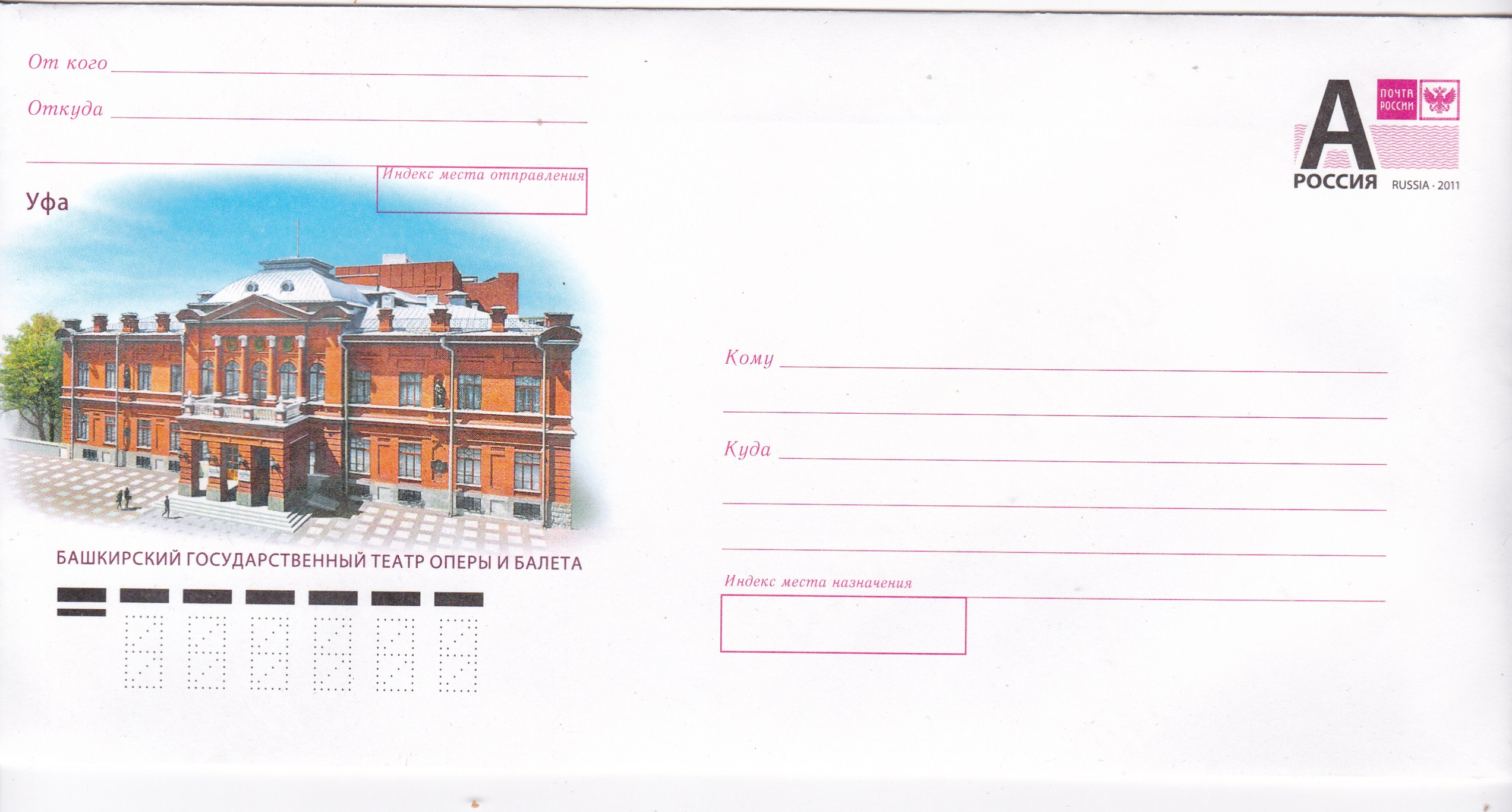
Почтовый конверт России, 2018 год
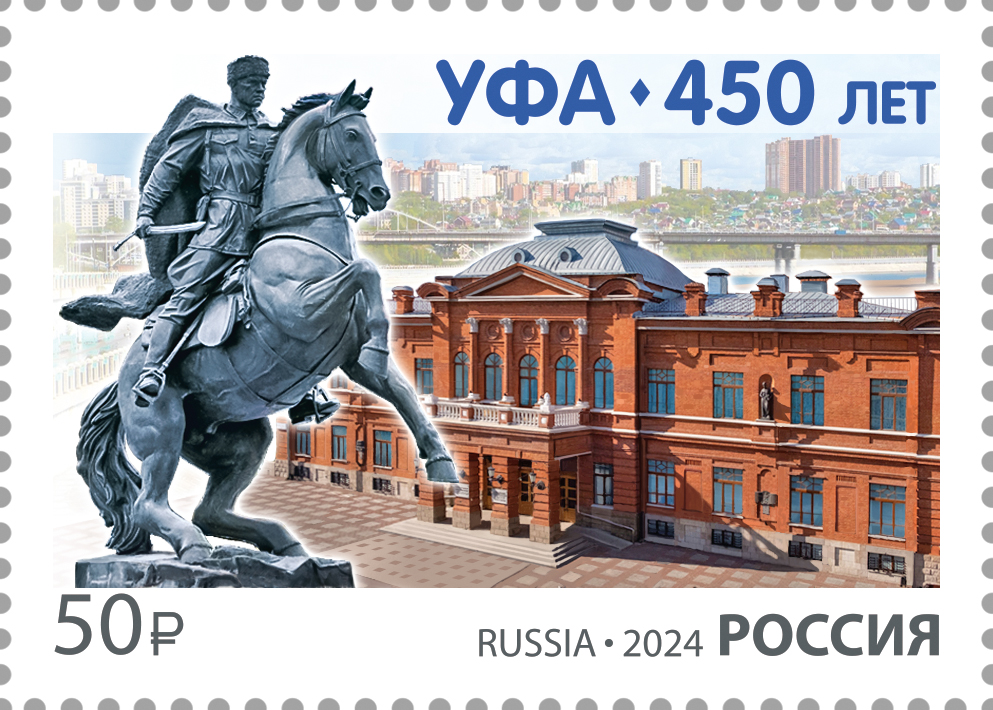
Почтовая марка России, 2024 год

## Художественное руководство
- Художественный руководитель — Абдразаков Аскар Амирович, российский оперный певец (бас), заслуженный артист России, народный артист Башкортостана (с сентября 2019).
- Художественный руководитель балетной труппы — Куватова Леонора Сафыевна, народная артистка России и Башкортостана, лауреат Государственной премии им. С. Юлаева.
- Музыкальный руководитель театра и главный хормейстер — Алексеев Александр Леонидович, лауреат международных и всероссийских конкурсов.

## Главные дирижёры
- Славинский, Пётр Михайлович — (1938—1945)
- Ержемский, Георгий Львович — (1952—1954)
- Сабитов, Нариман Гилязетдинович — (1954—1961)
- Альтерман, Исай Моисеевич — главный дирижёр и художественный руководитель Башкирского театра оперы и балета (1961—1966)
- Муталов, Гайнетдин Хайретдинович (1973—1980)
- Илмар Лапиньш (1983—1984)
- Платонов, Валерий Игнатьевич (1991—2001)
- Людмилин, Алексей Анатольевич (2001—2003)
- Лютер, Роберт Эрнстович (2005—2009)
- Макаров, Артём Валентинович (2011—2013, 2014—2023)
- Аниханов, Андрей Анатольевич (2013—2014).

## Балетная труппа
- Куватова, Леонора Сафыевна — художественный руководитель балетной труппы, народная артистка России и Башкортостана, лауреат Государственной премии им. С. Юлаева, лауреат премии журнала «Балет» — «Душа танца», лауреат премии «Легенда» Ассоциации музыкальных театров России
- Мавлюкасова, Гульсина Галимовна — главный балетмейстер, народная артистка Башкортостана, дипломант и призёр международных конкурсов[13]
- Маняпов, Ильдар Ильдусович — премьер, народный артист Башкортостана
- Сулейманова, Гузель Наилевна — прима-балерина, заслуженная артистка России, народная артистка Башкортостана, лауреат международных конкурсов, лауреат Государственной премии им. С.Юлаева и Республиканской молодёжной премии им. Ш.Бабича
- Фомина, Елена Юрьевна — прима-балерина, народная артистка Башкортостана
- Закирова, Римма Раисовна — народная артистка Башкортостана, лауреат премии Международной организации «ТЮРКСОЙ»
- Мухаметов, Руслан Радальевич — народный артист Башкортостана

См. также Балетная труппа Башкирского государственного театра оперы и балета

## Оперная труппа
- Кильмухаметов, Олег Зуфарович — директор оперной труппы, заслуженный артист Башкортостана
- Орфеева, Ляля Габдулловна (драматическое сопрано) — народная артистка Башкортостана
- Аргинбаева, Светлана Робертовна (меццо-сопрано) — народная артистка Башкортостана
- Никанорова, Татьяна Леонидовна (меццо-сопрано) — народная артистка Башкортостана
- Ижболдин, Хамидулла Абдурахимович (драматический тенор) — народный артист Башкортостана
- Абдульманов, Ямиль Абдулахатович (баритон) — заслуженный артист России и Башкортостана, лауреат международного конкурса, лауреат премий им. М.Акмуллы и М.Уметбаева
- Аскаров, Салават Ахметович (бас) — народный артист России и Башкортостана, лауреат Государственной премии им. С.Юлаева
- Шарипов, Марат Сабитович (бас) — народный артист Татарстана, заслуженный артист Башкортостана
- Халдеева, Галина Викторовна — (меццо-сопрано), народная артистка Башкортостана

См. также Оперная труппа Башкирского государственного театра оперы и балета, Башкирская опера.

## Хореографы
- Григорович, Юрий Николаевич — народный артист СССР, народный артист Башкортостана, лауреат Ленинской и Государственных премий СССР, Герой Социалистического Труда, академик
- Грицай, Сергей Иванович — заслуженный деятель искусств России, лауреат Государственной премии России (Санкт-Петербург)

## Труппа
В состав труппы театра в разное время входили:
- Альтерман, Исай Моисеевич — главный дирижёр и художественный руководитель Башкирского театра оперы и балета с 1961 по 1966 годы.
- Ахмет-Зарипов Марат Агзамович — дирижёр Башкирского театра оперы и балета с 1996 года.
- Башаров, Ринат Ахкаметдинович (26 июня 1942 года — 19 сентября 2007 года) — певец. Народный артист РБ (1997). Лауреат Премии. им. Ф. И. Шаляпина (1993).
- Бакалейников Анатолий Николаевич — главный режиссёр БГТОБ (март 1954 — ноябрь 1957, март 1960 — ноябрь 1963).
- Валитова, Набиля Габдельхамидовна
- Вощак Ярослав Антонович (1921—1989) — дирижёр Башкирского государственного театра оперы и балета с 1982 по 1983 годы.
- Газизова, Зайтуна Сабировна
- Идрисов Фарит Фатихович, народный артист Башкортостана — дирижёр Башкирского театра оперы и балета с 2005 года.
- Ильясова Зухра Хамитовна — солистка балета, народная артистка РБ и РТ.
- Илмар Лапиньш — главный дирижёр Башкирского государственного театра оперы и балета с 1983 по 1984 годы.
- Ким Герман Викторович, заслуженный деятель искусств Башкортостана, дирижёр Башкирского государственного театра оперы и балета с 2001 года.
- Кульков Семён Николаевич — практикант Башкирского театра оперы и балета с 1997 по 2009 годы, лауреат Русского арфового общества, Конкурса арфистов в Лондоне (2003), Международного фестиваля юных солистов в Москве (2003), дипломант Второго международного фестиваля-конкурса арфистов имени Веры Дуловой.
- Людмилин, Алексей Анатольевич — главный дирижёр Башкирского театра оперы и балета с 2001 по 2003 годы.
- Лютер, Роберт Эрнестович — главный дирижёр Башкирского театра оперы и балета с 2004 по 2006 годы.
- Муталов, Гайнетдин Хайретдинович — народный артист БАССР (1969), заслуженный деятель искусств России (1980) — первый дирижёр из башкир, с 1973 по 1980 годы — главный дирижёр Башкирского государственного театра оперы и балета.
- Насретдинова, Зайтуна Агзамовна (14 августа 1923, Уфа, БАССР, РСФСР, СССР—1 октября 2009, Уфа, Башкортостан, Российская Федерация) — советская башкирская балерина, педагог. Народная артистка СССР (1955). Член КПСС с 1952 года.
- Нуреев, Рудольф Хаметович — советский и британский артист балета, балетмейстер.
- Платонов, Валерий Игнатьевич — главный дирижёр и художественный руководитель Башкирского театра оперы и балета с 1991 по 2001 годы, художественный руководитель с 2014 года.
- Райцын Оскар Моисеевич — до 1948 дирижёр, хормейстер БГТОиБ, один из организаторов Театра оперы и балета, Хорового общества БАССР[14]
- Руттер, Валерий Дмитриевич — главный дирижёр Башкирского государственного театра оперы и балета.
- Сабитов, Нариман Гилязетдинович — главный дирижёр театра (1953—1967)
- Салигаскарова, Магафура Галиулловна — башкирская оперная певица (меццо-сопрано). Заслуженная артистка Башкирской АССР (1949) и РСФСР (1955), Народная артистка Башкирской АССР (1951) и РСФСР (1957).
- Славинский, Пётр Михайлович — главный дирижёр и художественный руководитель Башкирского театра оперы и балета с 1938 по 1945 годы.
- Терегулов, Шамиль Ахмедович — главный балетмейстер Башкирского государственного театра оперы и балета (1990—2008). Народный артист БАССР (1985).
- Токарев, Пётр Михайлович — народный артист РБ.
- Халдеева, Галина Викторовна — (меццо-сопрано), народная артистка Башкортостана
- Хамбалеева, Альфия Саяровна — башкирская оперная певица (драматическое сопрано), Заслуженная артистка Республики Башкортостан (1996).
- Хабибуллин, Габдрахман Сулейманович — народный артист БАССР, РСФСР.
- Чернышова Нонна Александровна — концертмейстер оркестра Башкирского театра оперы и балета в 1970-90е г.г.
- Щетинина Эмма Владимировна — солистка оркестра Башкирского театра оперы и балета с 1991 года, Заслуженная артистка Башкортостана (2013).
- Якупов Раушан Ахметович — дирижёр Башкирского театра оперы и балета с 1998 года.

## Музей

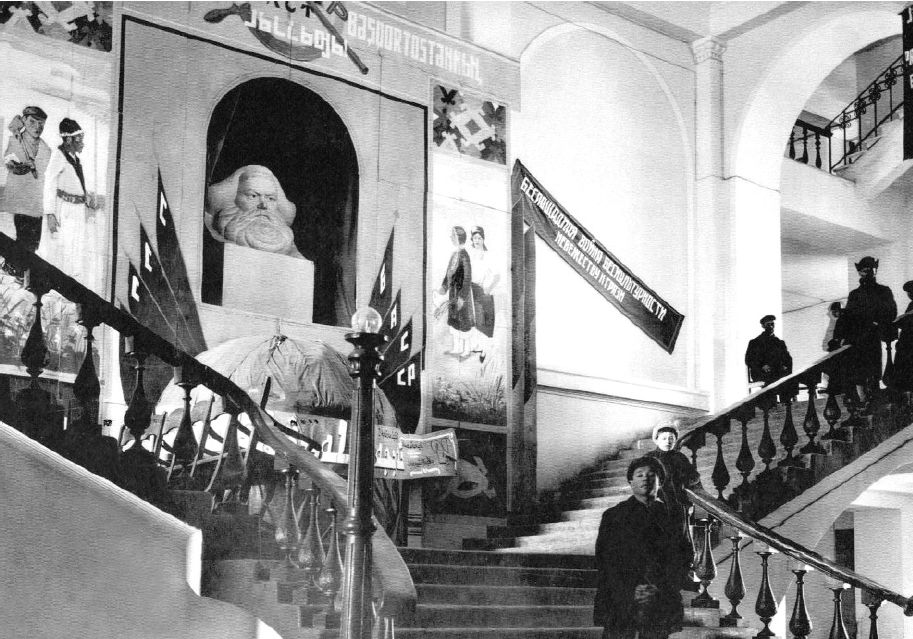
В фойе театра, 1940 год

На первом этаже театра расположен музей истории БГТОиБ. Музей создан в 1993 году по инициативе директора театра, народного артиста России и Башкортостана Радика Гареева.
В музее представлены личные вещи знаменитых артистов, награды коллектива, эскизы и макеты декораций, театральные костюмы, фотографии и афиши к спектаклям 1930—1970-х годов.
К 130-летию со дня рождения Фёдора Шаляпина в 2003 году создан стенд, посвящённый творчеству великого русского певца.
В выставочном зале «Эрмитаж», на втором этаже театра, находится музей «Рудольф Нуреев», открытый в 2008 году к 70-летию со дня рождения нашего знаменитого соотечественника. Основу экспозиции составляют 156 артефактов из жизни и творчества гениального танцовщика XX века, подаренных театру Международным фондом им. Р. Нуреева от имени Правительства Соединённого Королевства Великобритании.

## Награды
- Премия Правительства Российской Федерации имени Фёдора Волкова за вклад в развитие театрального искусства Российской Федерации (25 июля 2006 года)[15].